# Библиотеки Казахстана
Список библиотек Казахстана на 2022 год.
По данным комитета по статистике Казахстана, в 2010 году в стране насчитывалось 3200 библиотек, на 29 октября 2018 — 4100.
В Казахстане на 2021 год всего — 3 920, научные — 19, универсальные (массовые) — 3 877, специальные — 20, прочие — 4 библиотек.

## Национальные
Национальные, республиканские
1. Национальная Библиотека Республики Казахстан (Алматы)
2. Национальная Академическая Библиотека Республики Казахстан (Астана)
3. Центральная научная библиотека Казахстана (Алматы)
4. Республиканская научно-техническая библиотека Казахстана (Алматы)
5. Республиканская Научно-Педагогическая библиотека (Алматы)
6. Государственная Республиканская юношеская библиотека им. Жамбыла (Алматы)
7. Республиканская детская библиотека имени Бегалина (Алматы)
8. Республиканская библиотека для незрячих и слабовидящих граждан (Алматы)

## Областные универсальные
Областные, универсальные, научные
1. Центральная городская библиотека имени Чехова, Алматы
2. Центральная городская библиотека имени М. О. Ауэзова, Астана
3. Акмолинская областная универсальная научная библиотека имени М. Жумабаева, г. Кокшетау
4. Алматинская областная универсальная библиотека имени С. Сейфуллина, Алматы
5. Актюбинская областная универсальная научная библиотека имени С. Баишева
6. Атырауская областная универсальная библиотека имени Г. Сланова
7. Восточно-Казахстанская областная библиотека имени А. С. Пушкина, г. Усть-Каменогорск
8. Жамбылская областная универсальная научная библиотека имени Ш. Уалиханова, г. Тараз
9. Жетусуская областная универсальная научная библиотека имени Ш. Уалиханова, г. Талдыкорган
10. Западно-Казахстанская научно-универсальная библиотека имени Ж. Молдагалиева, г. Уральск
11. Карагандинская областная универсальная научная библиотека имени Н. В. Гоголя
12. Костанайская областная универсальная научная библиотека имени Л. Н. Толстого
13. Областная универсальная библиотека имени Абая, г. Семей
14. Областная универсальная научная библиотека №2 в городе Аркалык
15. Кызылординская областная универсальная научная библиотека имени А. Тажибаева
16. Мангистауская областная универсальная библиотека имени К. Сыдиыкова
17. Павлодарская областная универсальная научная библиотека имени С. Торайгырова
18. Северо-Казахстанская областная универсальная научная библиотека имени С. Муканова, Петропавловск
19. Улытауская областная универсальная научная библиотека, Жезказган
20. Южно-Казахстанская областная универсальная научная библиотека имени Отырар (ранее — имени А. С. Пушкина)

## Детские и юношеские областные
1. Западно-Казахстанская областная библиотека для детей и юношества им. Х. Есенжанова
2. Кустанайская Областная библиотека для детей и юношества им. И. Алтынсарина
3. Карагандинская Областная Юношеская Библиотека им.Ж.Бектурова
4. Карагандинская Областная детская Библиотека им. Абая
5. Восточно-Казахстанская областная детско-юношеская библиотека
6. Актюбинская областная юношеская библиотека им. С. Жиенбаева
7. Актюбинская областная детская библиотека им. Н.Байганина
8. Северо-Казахстанская областная детско-юношеская библиотека имени Г. Мусрепова
9. Атырауская областная детская библиотека
10. Жамбылская областная библиотека для детей и юношества им. Д.А.Конаева
11. Туркестанская областная детская библиотека имени И.Алтынсарина

## Специализированные
1. Актюбинская областная библиотека для незрячих и слабовидящих граждан
2. Западно-Казахстанская областная библиотека для незрячих и слабовидящих граждан
3. Жамбылская областная библиотека для незрячих и слабовидящих граждан
4. Карагандинская областная библиотека для незрячих и слабовидящих граждан
5. Кызылординская областная библиотека для незрячих и слабовидящих граждан
6. Павлодарская областная библиотека для незрячих и слабовидящих граждан
7. Восточно-Казахстанская областная библиотека для незрячих и слабовидящих граждан

## Статистика
Источник
|                        | Число библиотек | в том числе | в том числе              | в том числе | в том числе |
| ---------------------- | --------------- | ----------- | ------------------------ | ----------- | ----------- |
|                        | всего           | научные     | универсальные (массовые) | специальные | прочие      |
| Қазақстан Республикасы | 3 920           | 19          | 3 877                    | 20          | 4           |
| Ақмола                 | 340             | 1           | 338                      | x           | -           |
| Ақтөбе                 | 237             | 2           | 234                      | 1           | -           |
| Алматы                 | 281             | -           | 278                      | 2           | x           |
| Атырау                 | 144             | x           | 143                      | -           | -           |
| Батыс Қазақстан        | 362             | 2           | 359                      | x           | -           |
| Жамбыл                 | 276             | 1           | 274                      | 1           | -           |
| Қарағанды              | 314             | x           | 312                      | x           | -           |
| Қостанай               | 342             | x           | 341                      | -           | -           |
| Қызылорда              | 209             | -           | 208                      | 1           | -           |
| Маңғыстау              | 66              | -           | 65                       | 1           | -           |
| Павлодар               | 228             | 2           | 225                      | 1           | -           |
| Солтүстік Қазақстан    | 321             | 1           | 319                      | 1           | -           |
| Түркістан              | 396             | x           | 394                      | 1           | -           |
| Шығыс Қазақстан        | 307             | x           | 301                      | 5           | -           |
| Нұр-Сұлтан қаласы      | 23              | x           | 19                       | x           | 2           |
| Алматы қаласы          | 32              | 3           | 27                       | x           | x           |
| Шымкент қаласы         | 42              | x           | 40                       | 1           | -           |